# Get Your Wings
| 전문가 평가                      | 전문가 평가 |
| 평가 점수                        | 평가 점수   |
| 출처                             | 점수        |
| -------------------------------- | ----------- |
| AllMusic                         | [ 2 ]       |
| Blender                          | [ 3 ]       |
| Christgau's Record Guide         | B−          |
| Collector's Guide to Heavy Metal | 10/10       |
| The Rolling Stone Album Guide    | [ 6 ]       |

《Get Your Wings》는 1974년 3월에 발매된 미국의 록 밴드 에어로스미스의 두 번째 스튜디오 음반이다. 이 음반은 잭 더글러스가 프로듀싱한 첫 번째 음반으로, 잭 더글러스는 이 밴드의 다음 4장의 음반을 책임졌다. 이 음반에서 3장의 싱글이 발매되었지만, 그 중 어느 것도 싱글 차트에 도달하지 못했다.
이 음반은 스테레오와 4부작곡으로 발매되었으며 미국 음반 산업 협회에 의해 트리플 플래티넘이 인증되었다.

## 배경
1973년에 에어로스미스는 데뷔 음반을 거의 팡파르에 발매했다. 기타리스트 조 페리가 1997년 밴드 회고록 《Walk This Way》에서 회상했듯이, "언론도, 라디오도, 방송도, 평론도, 인터뷰도, 파티도 전혀 없었다. 그 대신 음반이 무시당해 분노와 함께 튕겨나갔다."고 말했다. 밴드는 보컬리스트 스티븐 타일러가 그의 노래 목소리를 바꾸려고 멀리까지 가는 등 그들의 첫 음반을 녹음하면서 다소 긴장하고 있었으며, 그들은 프로듀서인 애드리안 바버와 거의 호흡이 맞지 않았다. 밴드는 브루클라인에 있는 아파트로 이사해 뉴베리 가에 있는 드러머 이미지라는 가게의 지하감옥 같은 곳에서 집중적인 리허설을 시작했다. 그러나 그들이 《Get Your Wings》를 녹음하기 시작했을 때, 잭 더글러스는 이 밴드와 함께 작업하기로 동의했고, 길고 성공적인 스튜디오 협업을 시작했다. 페리에 따르면 컬럼비아는 밴드가 앨리스 쿠퍼와 함께 프로듀서였던 밥 에즈린과 함께 활동하기를 바랬었다. 이 밴드를 더글러스에게 소개한 사람은 에즈린이었고, "모든 실용적인 목적을 위해 잭은 우리의 프로듀서가 되었습니다. 에즈린은 서너 번 나타났을지 모르지만, 우리의 사운드를 높이기 위해 추가 음악가를 불러들이는 등의 제안만을 했을 뿐입니다."

## 곡 목록
| #  | 제목                        | 작사·작곡              | 재생 시간 |
| -- | --------------------------- | ---------------------- | --------- |
| 1. | 〈Same Old Song and Dance〉 | 스티븐 타일러, 조 페리 | 3:53      |
| 2. | 〈Lord of the Thighs〉      | 타일러                 | 4:14      |
| 3. | 〈Spaced〉                  | 타일러, 페리           | 4:21      |
| 4. | 〈Woman of the World〉      | 페리, 돈 솔로몬        | 5:49      |

| #  | 제목                     | 작사·작곡                             | 재생 시간 |
| -- | ------------------------ | ------------------------------------- | --------- |
| 1. | 〈S.O.S. (Too Bad)〉     | 타일러                                | 2:51      |
| 2. | 〈Train Kept A Rollin'〉 | 티니 브래드쇼, 하워드 케이, 로이스 맨 | 5:33      |
| 3. | 〈Seasons of Wither〉    | 타일러                                | 5:38      |
| 4. | 〈Pandora's Box〉        | 타일러, 조이 크레이머                 | 5:43      |

## 인증
| 국가                       | 인증        | 판매량/출하량 |
| -------------------------- | ----------- | ------------- |
| 캐나다 (뮤직 캐나다)       | 플래티넘    | 100,000^      |
| 미국 (RIAA)                | 3× 플래티넘 | 3,000,000^    |
| ^출하량을 기반으로 한 인증 |             |               |